# Dessus (voix)
Cet article court présente un sujet plus développé dans : Soprano.
Dessus dans la musique occidentale, et plus précisément au sein de la musique baroque française, définit un degré de la tessiture des voix au sein de l'art lyrique. Utilisé lors des XVIIe siècle et XVIIIe siècle en France, le terme correspond à la voix la plus aiguë de la tessiture, ce qui équivaut, à partir du XIXe siècle, au soprano. Les voix de dessus sont particulièrement prisées dans les premiers rôles des ouvrages lyriques français de l'époque baroque, et certains dessus célèbres se sont particulièrement illustrés dans ce domaine, tels que Marie Fel (1713-1794).
La voix de dessus est la plus aiguë, c'est-à-dire la plus haute sur les partitions, du système musical. Jean-Jacques Rousseau la définit comme « celle qui règne au-dessus de toutes les autres » et la compare au violon. Il précise que cette tessiture est assurée par une femme, un enfant ou un castrat. La voix qui est juste en dessous du dessus se nomme bas-dessus, et correspond au mezzo-soprano.
Le terme de « dessus » est également appliqué aux instruments de musique : dessus de viole, dessus de hautbois etc.